# Smilisca puma
Smilisca puma är en groddjursart som först beskrevs av Cope 1885.  Smilisca puma ingår i släktet Smilisca och familjen lövgrodor. Inga underarter finns listade i Catalogue of Life.
Arten förekommer i nordöstra Costa Rica och i angränsande regioner av Nicaragua. Den lever i låglandet och i kulliga områden upp till 520 meter över havet. Denna groda vistas främst i tropiska regnskogar. Den kan anpassa sig till förändrade landskap. Flera exemplar hittades på betesmarker. Fortplantningen sker i vattenpölar eller dammar.
Hanarnas läte hörs främst under regntiden. De är vid dessa tillfällen gömda i buskar eller i annan låg växtlighet.
Skogsavverkningar och intensivt jordbruk är i viss mån ett hot mot beståndet. I utbredningsområdet inrättades flera nationalparker och andra skyddszoner. IUCN kategoriserar arten globalt som livskraftig.